# ヘンリー・デ・マシュー (初代ゴールウェイ伯爵)
ゴールウェイ伯ヘンリー・ド・マシュー（Henri de Massue, Earl of Galway, 1648年4月9日 - 1720年9月3日）は、イギリスの貴族、軍人。元はフランスの貴族（リュヴィニー侯爵）だったが、宗教問題からイギリスへ亡命した。

## 生涯
初代リュヴィニー侯爵の息子としてパリで生まれた。1670年のドーヴァーの密約締結のためフランス王ルイ14世とイングランド王チャールズ2世の連絡役を務め、オランダ侵略戦争ではテュレンヌ元帥の下で戦った。ところが、1685年にフォンテーヌブローの勅令が発令されるとプロテスタント（ユグノー）だったことが問題になり、改宗を拒んで1690年にイングランドへ亡命した。
1691年にアイルランド遠征（ウィリアマイト戦争）におけるオーグリムの戦いで手柄を上げ、翌1692年にアイルランドに所領を与えられゴールウェイ子爵・ポーターリントン男爵に叙せられた（リュヴィニー侯爵位はフランスによって没収）。大同盟戦争でイングランド王兼オランダ総督ウィリアム3世に従い大陸に渡りフランス軍と交戦、1693年のネールウィンデンの戦いで撤退を援護している。1697年にゴールウェイ伯爵に叙爵され、同年から1701年までアイルランドの支配に務めた。
スペイン継承戦争では1704年にションバーグ公メイナード・ションバーグから指揮権を引き継ぎ、同盟国ポルトガルに上陸してスペイン攻撃を目論んだが、ベリック公ジェームズ・フィッツジェームズに国境で阻止され手が出せなかった。しかし、1706年にアルカンタラを奪いスペインへ進出するとカタルーニャのカール大公、バレンシアのピーターバラ伯チャールズ・モードントも呼応して進撃、マドリードを制圧した。だが、フェリペ5世とベリックにマドリードを奪還されると旗色が悪くなり、ピーターバラの離脱と兵力分散もあって劣勢になった。
1707年4月25日、アルマンサの戦いでベリックに大敗するとスペインの大半を制圧され同盟軍の不利が決定的となり、1708年にイングランド軍の指揮権はジェームズ・スタンホープに移り、1709年に辞任、帰国した。1715年にジャコバイトによってアイルランドの所領を奪われたため、以後は議会から支給された年金で余生を過ごした。
1720年、72歳で死去。独身で子供が無かったため、爵位は全て消滅した。